# 安德尔河畔圣塞韦尔
安德尔河畔圣塞韦尔（法語：Sainte-Sévère-sur-Indre，法語發音：[sɛ̃t sevɛʁ syʁ ɛ̃dʁ]）是法国安德尔省的一个市镇，位于该省东南部，属于拉沙特尔区。

## 地理
安德尔河畔圣塞韦尔（46°29'12"N, 2°4'17"E）面积26.03 平方千米，位于法国中央-卢瓦尔河谷大区安德尔省，该省份为法国中部省份，北起卢瓦-谢尔省，西北接安德尔-卢瓦尔省，西南接维埃纳省，南至克勒兹省和上维埃纳省，东临谢尔省。
与安德尔河畔圣塞韦尔接壤的市镇（或旧市镇、城区）包括：布里扬特、弗西讷、拉莫特弗伊、佩拉赛、普利尼圣母镇、普利尼圣马丹、萨兹赖、维古朗。

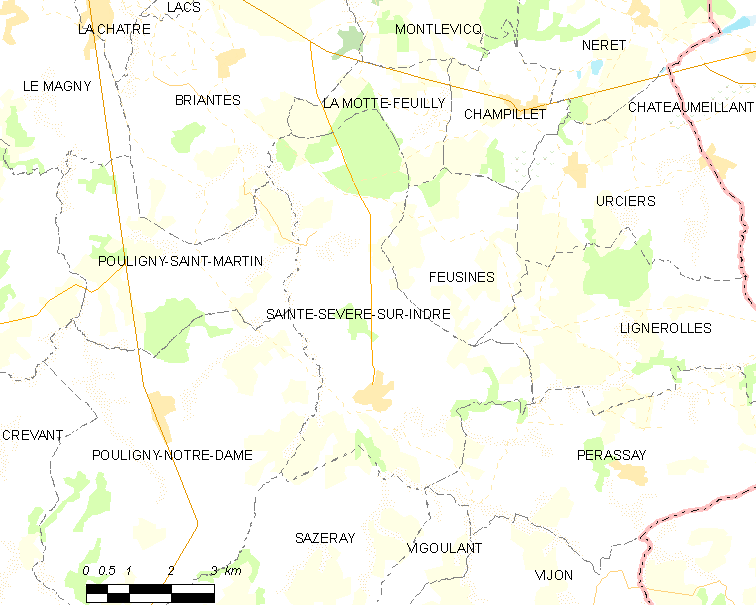
安德尔河畔圣塞韦尔的OSM定位图

安德尔河畔圣塞韦尔的时区为UTC+01:00、UTC+02:00（夏令时）。

## 行政
安德尔河畔圣塞韦尔的邮政编码为36160，INSEE市镇编码为36208。

## 政治
安德尔河畔圣塞韦尔所属的省级选区为拉沙特尔县。

## 人口

1962-2008年间安德尔河畔圣塞韦尔人口变化图示

安德尔河畔圣塞韦尔于2022年1月1日时的人口数量为775人。